# Robert J. Sawyer

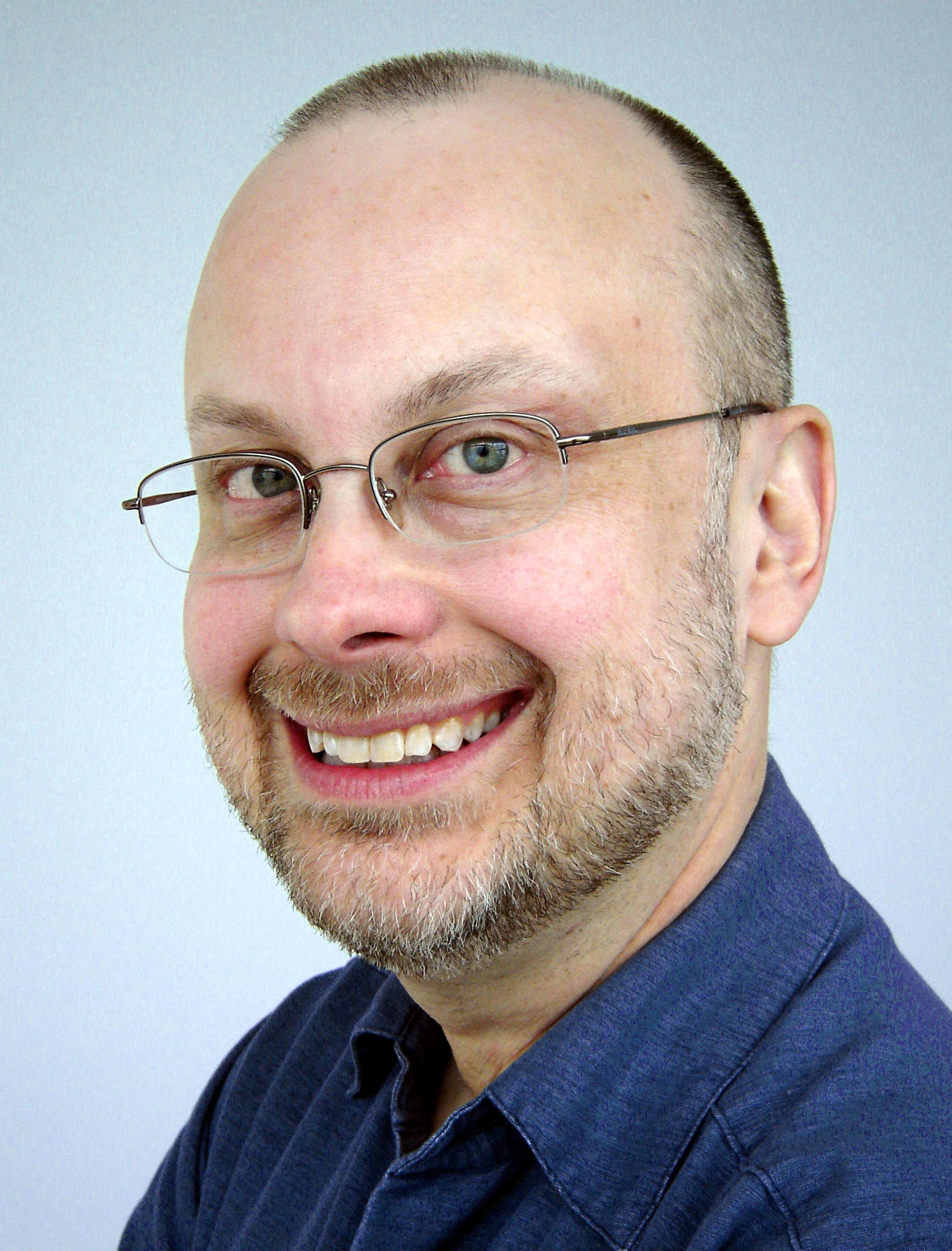
Robert J. Sawyer

Robert J. Sawyer (Ottawa, 29 april 1960) is een Canadees sciencefictionschrijver.
Sawyer woont in Mississauga (Ontario). Hij won de Nebula Award in 1995 met zijn roman The Terminal Experiment. Zijn roman Hominids won de Hugo Award voor beste roman in 2003. In 2006 ontving hij de John W. Campbell Memorial Award voor Mindscan. Daarnaast is hij vanaf 1996 zes keer genomineerd geweest voor een Hugo.